# Abertillery

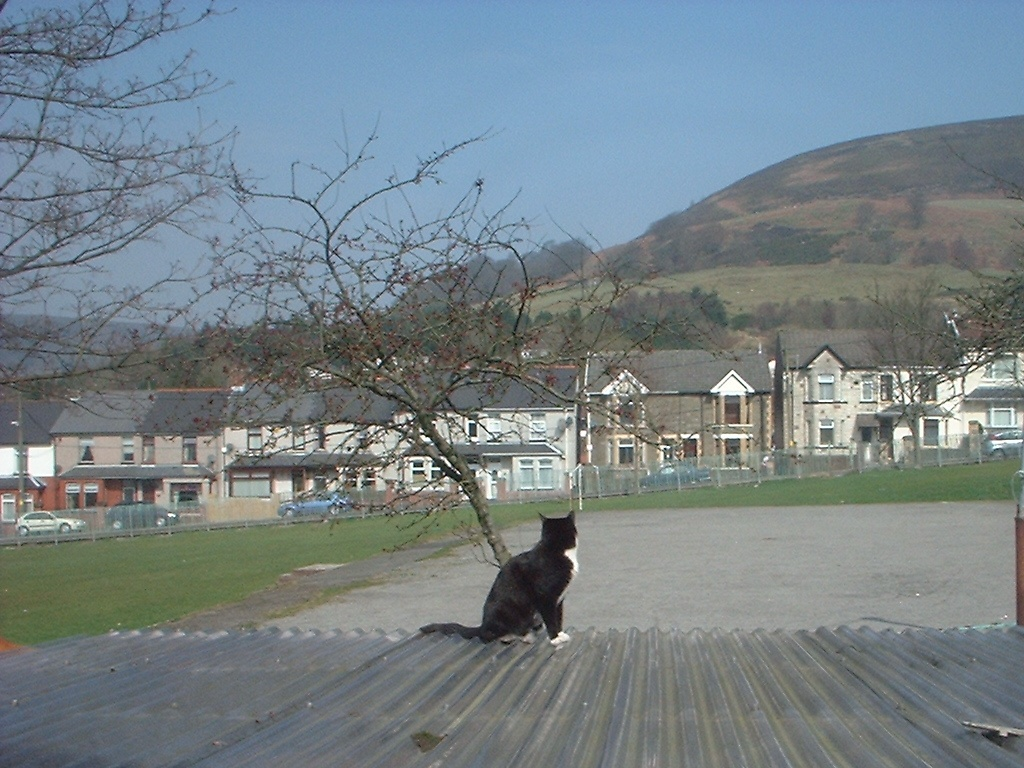
Vista das traseiras de Adam Street em Abertillery, Março de 2000.

 Abertillery  (Abertyleri em galês) é uma cidade do País de Gales, Reino Unido, condado de Blaenau Gwent, no tradicional condado de Monmouthshire, no sul do país de Gales, a cerca de 16 quilômetros de Newport sobre o rio Afon Llyfni. Esta localidade em 1900 fez história devido às suas grandes oficinas siderúrgicas. Nos censos de 2011 tinha uma população de 4 416 habitantes. 